# Trädärla
Trädärla (Dendronanthus indicus) är en asiatisk fågel i familjen ärlor inom ordningen tättingar. Den skiljer sig från andra ärlor genom att häcka i träd och genom att vippa stjärten från sida till sida, inte uppåt och nedåt.

## Utseende
Trädärlan är en distinkt men ändå typisk ärla i kroppsform med slank kropp och lång stjärt. Kroppslängden är 18 centimeter. Rygg och hjässa är olivbruna medan vingarna svarta med två gula vingband och vita kanter på tertialerna. På huvudet syns ett vitt ögonbrynsstreck ovan ett mörkt ögonstreck. Undersidan är vit förutom ett dubbelt svart bröstband. Könen är lika, medan ungfåglarna är med gultonade på undersidan.

## Läte
Sången beskrivs som ett tvåstavigt "tsi-fee" som upprepas fyra till fem gånger, medan lätet är ett metalliskt "pink" eller dubblerat "pink-pink".

## Utbredning och systematik
Trädärlan placeras som enda art i släktet Dendronanthus. Fågeln häckar i ryska delen av Fjärran Östern till sydöstra Kina och södra Japan, och flyttar vintertid till Sydostasien. Arten förekommer också regelbundet sällsynt under flyttning och vintertid i Förenade Arabemiraten. Den har även påträffats tillfälligt i Kuwait och Oman. Den behandlas som monotypisk, det vill säga att den inte delas in i några underarter. 

## Levnadssätt
Som både det svenska och vetenskapliga namnet avslöjar är fågeln skogslevande, vilket skiljer den från alla andra ärlor utom den avvikande sãotoméärlan. Den ses vanligtvis i skogsgläntor, vintertid i skuggiga skogsmiljöer eller utmed stigar i kaffeplantage. Trädärlan ses enstaka eller i små grupper. De födosöker ofta i träd och fångar insekter utmed grenarna, men kan också ses på marken lik en piplärka. Under flyttning och vintertid tar den nattkvist med andra ärlor i vassbälten.  Bortsett från dess ovanliga fjäderdräkt och levnadsmiljö vippar trädärlan stjärten från sida till sida, inte upp och ned som andra ärlor. Det återspeglas i dess japanska namn Jokofury-sekirei, som betyder "sidsvängande ärla".

### Häckning

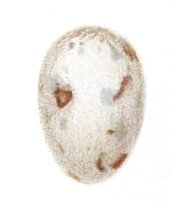
Trädärlans ägg.

Fågeln häckar från maj i nordöstra Indien och juni i Amurregionen. Som enda ärla bygger den sitt skålformade bo i ett träd, helst ek. Endast honan bygger boet medan hanen står i närheten och vaktar. Honan lägger och ruvar ensam fem ägg i 13-15 dagar. Båda föräldrarna matar ungarna som blir flygga efter tio till tolv dagar.

## Status och hot
Arten har ett stort utbredningsområde, men tros minska i antal, dock inte tillräckligt kraftigt för att den ska betraktas som hotad. Internationella naturvårdsunionen IUCN listar arten som livskraftig (LC).  Världspopulationen har inte uppskattats men den beskrivs som lokalt vanlig.

## Bilder

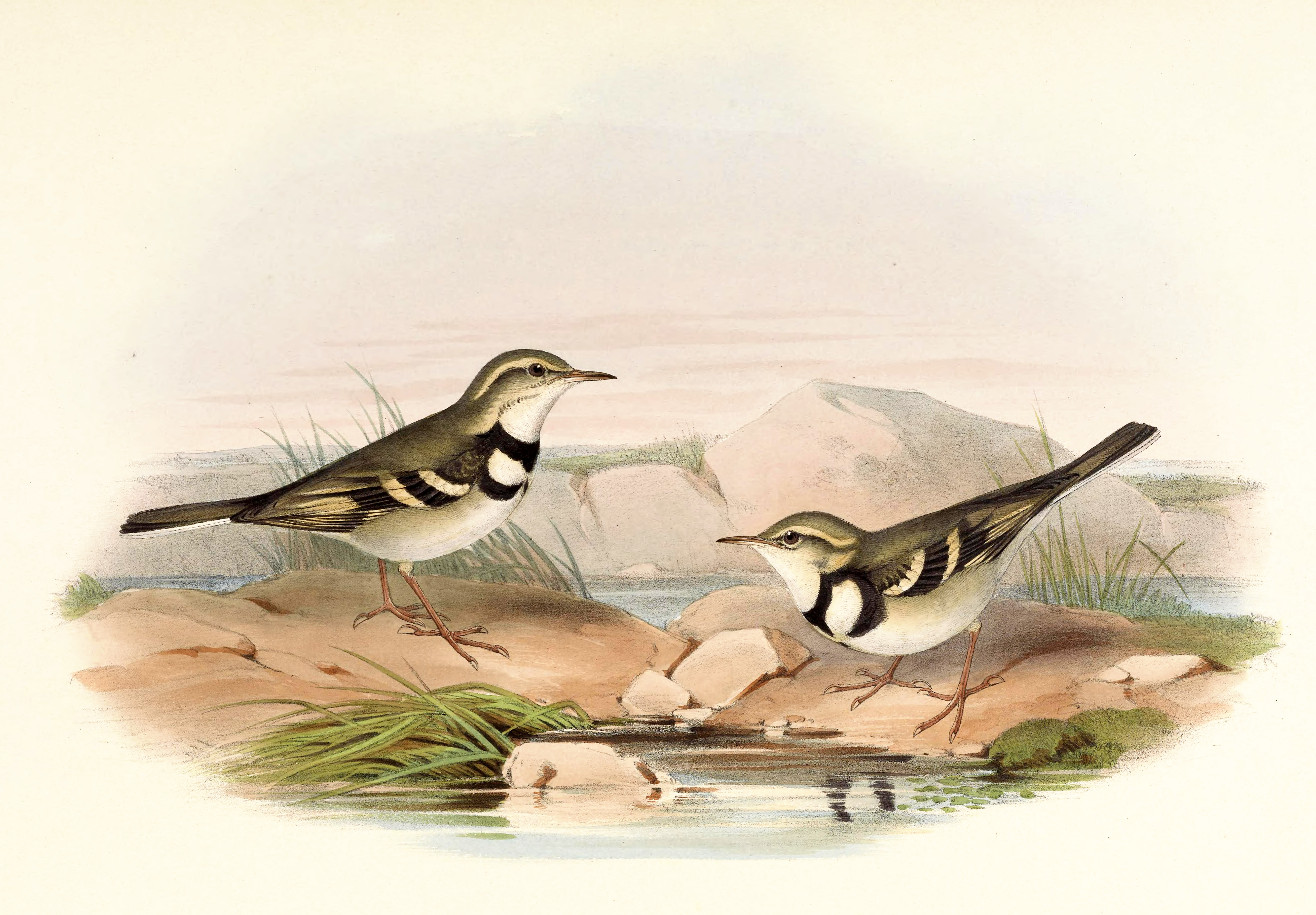
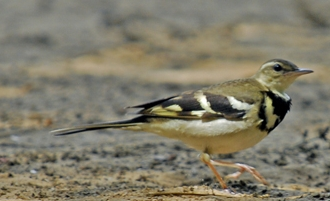
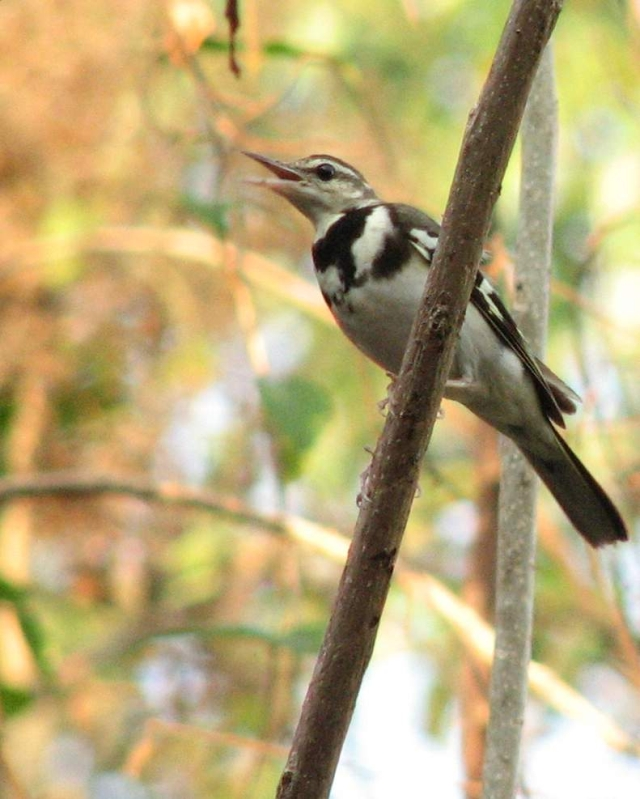